# Szijj József
Szijj József (Budapest, 1927. augusztus 7. – 2011. február 25.) magyar ornitológus.

## Élete
Budapesten végezte az egyetemet, 1951-től a Madártani Intézet munkatársa lett. 1956-ban Ausztriába emigrált, majd a bonni Koenig Museumnál, illetve a stuttgarti Naturkundemuseumban helyezkedett el. 1960-1969 között a Max Planck Társaság radolfzelli madármegfigyelő intézetében dolgozott. A német állampolgárság megszerzését követően az esseni egyetem zoológiaprofesszora volt 1992-es nyugdíjba vonulásáig.
1987–1994 között a Fővárosi Állat- és Növénykert főigazgatója volt. A Madártani Intézet tagja volt.

## Művei
- 1951 Gémtelepek Magyarországon 1951-ben. Aquila 55-58
- 1951 Az 1947-51. évek keresztcsőr-adatai és a külföldi irodalom. Aquila 55-58
- 1951 Vízirigó fészkek. Aquila 55-58, 259
- 1955 Fattyúszerkő adatok. Aquila 59-62, 384
- 1955 Madártani jegyzetek a Bakonyból. Aquila 59-62, 410
- 1960 Bestandsveränderungen beim Weiss-Storch: Vierte Übersicht 1954 bis 1958. Vogelwarte 20, 258—273. (tsz. E. Schüz)
- 1965 Zur Ökologie der Tauchenten. Vogelwelt 86, 98—104
- 1965 Ökologische Untersuchungen an Entenvögeln (Anatidae) des Ermatinger Beckens (Bodensee). Vogelwarte 23, 24—71
- 1972 Brief Report on the Changes in Status of the White Stork since the International Census 1958. Int. Counc. Bird Pres. XI. Bull., 141—145. (tsz. E. Schüz)
- 2004 Die Springschrecken Europas (Saltatoria Europaea)